# Le Mouton noir (film, 1979)
Pour plus de détails, voir Fiche technique et Distribution.
Le Mouton noir est un film français réalisé par Jean-Pierre Moscardo, sorti en 1979.

## Synopsis
Depuis qu'il a échoué à sauver la tête de l'un de ses clients, le jeune avocat Vincent Messonnier a rompu avec tout : sa profession, sa femme, son milieu. En marge de la société, sa fille Alice a été confiée à la tutelle de ses grands-parents maternels.  Pour se venger du système et de sa belle-famille qui le méprise, Vincent 'kidnappe' Alice (avec sa complicité) et décide, avec son complice George, de s'introduire dans la Banque de Brugères, dont le PDG est son beau-père qui le méprise, et d'effacer des données sur bandes magnétiques, ce qui compromet tout le système informatique. Les complices demandent 10 millions de francs pour restituer les données.

## Fiche technique
- Réalisation : Jean-Pierre Moscardo
- Scénario : Jean-Pierre Moscardo et Jean-Claude Héberlé
- Photographie : Pierre Dupouey
- Musique : Georges Delerue
- Son : Raymond Adam
- Décors : René Loubet
- Montage : Martine Barraqué
- Durée : 96 minutes
- Pays :  France
- Date de sortie : France : 26 septembre 1979
- Affiche : René Ferracci (France)

## Distribution
- Jacques Dutronc : Vincent Messonier
- Hélène Rollès : Alice, la fille de Vincent
- Tanya Lopert : Martha
- Arthur Wilkins : George
- Jean Desailly : M. de Brugères
- Marie Daëms : Mme de Brugères
- Raymond Bussières  : le conducteur de la 2 CV
- Brigitte Fossey : la femme de Vincent
- Sylvie Bellec : la vendeuse "arc-en-ciel"
- Pierre Benedetti : le client
- Francine Bouffard et Brigitte Chamarande : les vendeuses "truc-en-troc"
- Marie-Catherine Conti : l'avocate
- Alain Flick : l'employé E.G.S.
- Bertrand De Hautefort et Georges Montal : les administrateurs
- Jean-Loup Horwitz : le jeune homme en voiture
- Raymond Loyer : le capitaine
- José Luccioni : Weber
- Jean Luisi : le chauffeur cargo au Caire
- Henri Marteau : le faux inspecteur
- Jean-Claude Martin : le patron "arc-en-ciel"
- Jean-Michel Molé : Prévost
- Louis Navarre : Carron
- Claude Petit : le vendeur électronique
- Michel Pilorgé : le second inspecteur
- Katia Romanoff : la femme dépressive
- Michel Ruhl : Grenier